# Sjæl
 For alternative betydninger, se Sjæl (film).
Sjælen er begrebet om menneskets indre liv i form af dets tanker, følelser, forestillinger og erindringer mv. Den norske kulturhistoriker Ole Martin Høystad beskriver i sin bog Sjælens historie fra 2016 (dansk udgave 2021) sjælen som "menneskets sammensatte indre, dets fornemmelser og anelser, dets vilje og følelser, dets tanker og forestillinger i en oplevelse af at være en del af noget, der er større end individet, og som samtidig er personens inderste selv."
Ifølge visse filosofiske og religiøse forestillinger er sjælen et menneskes vedvarende identitet gennem livet. Ofte er dermed forbundet antagelsen om, at sjælen er uafhængig af legemet og udødelig. Døden bliver således betragtet som sjælens adskillelse fra legemet.
Ifølge nogle religiøse forestillinger eksisterer sjælen allerede før fødslen og undfangelsen og inkarnerer i legemet under svangerskabet. Sjælen lever således kun midlertidigt i legemet. Den bruger legemet som et middel til at lære noget. Undertiden optræder forestillingen om, at sjælen er spærret inde i legemet som i et fængsel og ved døden bliver frigjort fra det. Legemet ses som en belastning eller en hindring for den udødelige sjæl. Talrige myter og dogmer har udsagn om sjælens skæbne efter døden. I mange af disse traditioner er der en tro på sjælevandring (reinkarnation), hvilket vil sige, at sjælen inkarnerer flere gange efter hinanden i et legeme, og således har sjælen flere liv (inkarnationer).
”Sjæl” bruges hyppigt synonymt med ånd. Undertiden skelnes der dog mellem ”sjæl” og "ånd” på den måde, at sjælen primært har at gøre med følelser og reaktioner, mens ånden primært har at gøre med tænkning og fornuft.
Det græske ord for sjæl er "psyche" (ψυχή)). Den oprindelige betydning af ordet er ”åndedræt” (afledt af psychein (ψύχειν), ”ånde”).
I 1900-tallet har ordet psyke til en vis grad fortrængt anvendelsen af ordet ”sjæl”. ”Psyke” bruges således i forbindelse med en mere videnskabelig måde at betragte menneskets indre liv på, og det har ikke den følelsesmæssige og religiøse biklang, der ligger i ”sjæl”.

## Sjælsbegrebet i filosofien

### Platon
Ifølge den græske filosof Platon (ca. 428 – ca. 348 f.Kr.) er sjælen immateriel og udødelig. Den eksisterer uafhængigt af legemet, og den eksisterer efter legemets død. Sjæl og legeme er altså væsensforskellige. Platon har altså et dualistisk standpunkt med hensyn til sjæl-legeme problemet.
Ifølge Platon er sjælen ”højere” end legemet. Den skal derfor herske over legemet, som er ”sjælens grav”. Legemet er som et fængsel for den. Sjælen skal bekæmpe legemets begær og lidenskaber, som let tager styringen over mennesket og leder det på afveje. Den er menneskets fornuftige centrum, og det gælder om at finde ind til den for at tøjle de vilde lidenskaber. Eftersom det kun er sjælen, der lever videre efter døden, er det kun sjælens fremgang og velfærd, der er vigtig.
Sjælen hører egentlig hjemme i en højere, oversanselig, evig verden. Derfor er den beslægtet med de oversanselige, uforgængelige ”genstande”, som Platon kalder ”ideer” (for eksempel det retfærdiges ide, det godes ide og det skønnes ide). Sjælen bliver drevet af sin egen natur til at interessere sig for de evige ideer. Hvis sjælen var forgængelig, ville den ikke kunne erkende ideerne.
Platon beskriver flere steder sjælens skæbne efter døden og dommen over sjælene. Dermed knytter han sjælens skæbne til dens etiske beslutninger.
I Platons forfatterskab optræder ikke alene forestillingen om, at sjælen lever videre i det hinsidige efter døden; der optræder også forestillingen om, at sjælen har levet i det hinsidige før fødslen (tanken om sjælens præeksistens). I kraft af, at sjælen har levet tidligere, har den lært alt og ved alt. Denne viden glemmes dog, når sjælen tager bolig i en krop.
Men når sjælen får en filosofisk erkendelse, sker der en en generindring, siger Platon. Sjælen erindrer, hvad den tidligere har vidst. Der er ikke tale om, at den lærer noget nyt. Den erindrer blot en viden, som den tidligere har besiddet, men som den i mellemtiden har glemt. Denne viden har den bragt med sig fra sin præeksistens, fra sit ”himmelske” sted.
I dialogen Faidros siger Platon, at sjælen har vinger. På et tidspunkt taber den sine vinger og synker ned til jorden og får et menneskeligt legeme. Men når mennesket filosoferer, kan sjælen få nye vinger, som den kan bruge i dødsstunden.
Også tanken om sjælevandring (reinkarnation) findes hos Platon. I dialogen ”Menon” hedder det: ”Menneskets sjæl … er udødelig, og snart afslutter den sin bane – det som man sædvanligvis kalder at dø – og snart fødes den igen, men aldrig går den til grunde. … Eftersom altså sjælen er udødelig, og igen og igen er født på ny, og følgelig har set denne verden og underverdenen og meget mere, har den lært alt, hvad nævnes kan at kende; derfor er der intet mærkeligt ved, at den også er i stand til at genkalde sig i erindringen, hvad den tidligere har vidst, både om det gode og om meget andet.”  ”Erindringen” er altså ikke bare en erindring om, hvad sjælen har lært i det hinsidige; den er også en erindring om, hvad den har lært i tidligere liv.

### Descartes
Den franske filosof René Descartes (1596–1650) identificerer sjælen som ånd (på latin: ”mens”). Sjælens funktion er at tænke. Alle andre processer - som også findes hos dyrene - betragter han som sjælløse og rent mekaniske, og de tilhører legemet. Herunder hører også irrationelle fænomener som vilje og drifter. Men den tænkende sjæl er noget immaterielt. Eftersom dyrene ikke kan tænke, har de ikke nogen sjæl, siger Descartes. Mennesket har fornuft, dyrene ikke. Dyrene er en slags maskiner.
At han betragter dyrene som maskiner, hænger sammen med, at legemet tilhører materien, og materien forklares ved hjælp af årsagssammenhænge. Descartes levede under ”den naturvidenskabelige revolution” i 1500-tallet og 1600-tallet, hvor man gjorde meget ud af at beskrive naturen (materien) i årsagssammenhænge. Kroppen er en del af naturen, og derfor forstår Descartes den mekanisk, som et urværk, ligesom hele naturen er én stor maskine. Den smerte og de følelser, som dyr tilsyneladende har, når de skriger og klynker, betragter han som rent mekaniske reaktioner - som en dørs knirken, når man åbner den. Derfor mener han, at dyr godt kan dissekeres i levende live, for de kan jo ikke føle smerte.
Descartes skelner skarpt mellem legemet, som er kendetegnet ved, at det har en bestemt udstrækning i rummet, og sjælen, som ikke har en sådan udstrækning. De tilhører to væsensforskellige dele af verden, to substanser: den udstrakte substans (lat. res extensa) og den tænkende eller uudstrakte substans (res cogitans).
Descartes har dermed formuleret et klassisk dualistisk standpunkt med hensyn til sjæl-legeme problemet: Sjælen og legemet er væsensforskellige, idet de tilhører to forskellige substanser.

### Materialistiske opfattelser af sjælen
Hos den engelske filosof Thomas Hobbes (1588-1679) møder vi et modsat filosofisk standpunkt med hensyn til sjæl-legeme problemet, nemlig et materialistisk standpunkt: ”Sjælen” er grundlæggende noget materielt, nemlig sanseorganer, nervebaner, nerver, hjernestof, osv. Sjælens tilstande er fremkaldt af noget materielt.
Det materialistiske synspunkt ligger blandt andet til grund for behaviorismen, en psykologisk retning fra 1900-tallet. Behaviorismens udgangspunkt er følgende ræsonnement: ”Psykologi” betyder egentlig ”læren om sjælen”. Men hvis sjælen er noget indre og subjektivt, hvordan kan man så lave en objektiv videnskab om sjælen? Hvordan kan psykologien blive en rigtig erfaringsvidenskab med objektive metoder og resultater?
Behaviorismen svar er klart: Psykologien skal se bort fra det sjælelige som et indre fænomen og alene studere det sjæleliges ydre udtryk, altså den objektivt iagttagelige adfærd - for eksempel en persons adfærd i forbindelse med angst. Behaviorismen benægter ikke, at at der findes subjektive sjælelige tilstande, men da de ikke er offentligt tilgængelige, kan man ikke iagttage dem, og derfor kan man ikke lave en videnskab på dem. Psykologien bliver således til læren om adfærd.
Behaviorismen var også en filosofisk retning i 1900-tallet. Denne retning anser sjælen for at være en illusion: Der findes kun adfærd, og det, vi kalder sjælen, er blot udtryk for nogle adfærdstræk. Hvis man for eksempel siger ”Poul er vred”, så har man dermed ikke udtalt sig om en bevidsthedstilstand. Man har blot udtalt sig om en bestemt ydre adfærd: Poul råber højt, Poul slår i bordet, Poul er rød i hovedet. Det såkaldt indre er i virkeligheden noget ydre, og derfor er der i realiteten ikke noget indre og dermed ingen ”sjæl”.
Den engelske filosof Gilbert Ryle (1900-1976) har modereret dette behavioristiske synspunkt. Han siger, at de sjælelige (psykologiske) begreber ikke simpelthen henviser til adfærd, men mere præcist til dispositioner for adfærd. Denne ide kan illustreres ved et eksempel på et sjæleligt begreb: fædrelandskærlighed. Man kan sige om Peter, at han er fædrelandskærlig. Ved at sige sådan udtaler man sig ikke om en indre tilstand, der er skjult for andre, således som Descartes mener. Man udtaler sig derimod om, hvad Peter gør i bestemte situationer: Hvis Peter ser flaget gå til tops, får han en klump i halsen. Hvis der tales nedsættende om fædrelandet, forsvarer han det. Og så videre. Ved at bruge begrebet ”fædrelandskærlighed” omtaler man altså ikke den aktuelle adfærd; man omtaler derimod dispositioner eller tilbøjeligheder til at opføre sig på bestemte måder i bestemte situationer, siger Ryle.
De nyere materialistiske filosoffer er i høj grad inspireret af hjerneforskningen, som især siden 1970-erne har gjort store fremskridt. De har set hjerneforskningens resultater som en støtte for deres synspunkt: at sjælen dybest set er noget materielt. I hjerneforskningen er der udviklet en scannings-teknologi, der gør hjerneforskeren i stand til at se, hvad der sker i et menneskes hjerne, når vedkommende har bestemte tanker og forestillinger. Når der sker noget i sjælen, sker der tilsyneladende altid noget i hjernen samtidigt, viser det sig. Hver gang en person har en indre oplevelse af noget bestemt, foregår der bestemte mønstre af aktivitet i personens hjerne, og det er disse mønstre af hjerneaktivitet, der skaber personens sjælelige oplevelse, siger de materialistiske filosoffer.
Hvis for eksempel en person oplever et indre ønske om en kop kaffe, så skyldes dette ønske en affyring af bestemte nerveceller i bestemte områder af hjernen. ”Sjælen” er et resultat af komplicerede processer i hjernen, og til sidst vil videnskaben opdage årsagerne til sjælen ved at studere den hjerneaktivitet, der svarer til sjælstilstandene.
Nogle hjerneforskere fremhæver, at hvis der ændres på forhold i forbindelse med hjernen, så ændres der også på forhold i forbindelse med sjælen: Hvis der foretages lobotomi (”det hvide snit”) i hjernen, så ændres sjælen på den måde, at personen bliver mere rolig og ligeglad. Hvis temporallapperne (tindingelapperne) ikke får tilført blod, så kan det resultere i forestillingen om at se sit liv ”passere revy”. Hvis der tilføres psykedeliske (bevidsthedsudvidende) stoffer (for eksempel LSD) til hjernen, så forandres sjælens oplevelse af verden drastisk. Hvis der slukkes for hjernen, så slukkes der også for sjælen.
Disse iagttagelser leder disse hjerneforskere frem til den konklusion, at sjælen ikke er andet end fysiske processer i hjernen og centralnervesystemet. De indre tilstande vil engang vise sig blot at være forskellige typer hjerneprocesser. Engang vil hjernevidenskaben ved hjælp af en højt avanceret hjerneforskning kunne identificere disse hjerneprocesser. Hvad vi kalder ”sjælen”, er hjernen i funktion, siger de.
De dualistiske filosoffer fremhæver på den anden side, at der ikke er nogen evidens for, at ”sjælen” er et produkt af hjernen. Ingen hjerneforsker har kunnet angive, hvilke præcise mekanismer der omdanner hjerneaktivitet til sjælelige tilstande.  At bestemte sjælelige tilstande ledsager bestemte hjernetilstande er ikke evidens for, at årsagen altid går fra hjernen til sjælen. Det kan også tænkes, at årsagen i nogle tilfælde går fra sjælen til hjernen, for eksempel i forbindelse med en beslutning.
Desuden har de sjælelige tilstande den egenskab, at de bliver oplevet på en bestemt måde. Det føles på en bestemt måde at have en stikkende hovedpine. Dette oplevelsesaspekt kan ikke forklares tilfredsstillende i i en neurovidenskabelig analyse, siger de dualistiske filosoffer. 
Den filosofiske strid mellem dualismen og materialismen er ikke blevet afgjort af hjerneforskningen. Problemet om, hvordan sjæl og legeme - det psykiske og det somatiske - forholder sig til hinanden (det psykofysiske problem), er stadig uløst.

## Sjælsbegrebet i religionen

### Jødedommen
I Den Jødiske Bibel (Det Gamle Testamente) er der tre hebraiske ord, som alle betyder ”sjæl” eller ”ånd”: ”nefesj” (נפש), ”nesjama” (נשמה) og ”ruach” (רוח). Den oprindelige betydning af de tre ord er ”åndedræt”. På den baggrund bliver sjælen set som den livgivende kraft i legemet. Sjælen bliver således betragtet som en del af legemet. I 1. Mosebog 2,7 står der: “Da formede Gud Herren mennesket af jord og blæste livsånde i hans næsebor, så mennesket blev et levende væsen (kan også oversættes ”blev en levende sjæl”). Mennesket har altså det fortrin frem for de rent materielle ting, at det kan ånde - og dermed leve.
Senere sker der en glidning i betydningen, således at ”sjælen” i højere grad kommer til at betegne sædet for følelser, tanker, stemninger, længsler, lyst, ulyst og vilje. At ”udøse sin sjæl” (1. Samuelsbog, 1,15) er at blotlægge sine tanker, følelser og ønsker.
Den jødiske Bibel nævner ikke, at sjælen har en eksistens efter døden, heller ikke, at den har en eksistens før fødslen. Sjælen betragtes ikke som løsrevet fra kroppen. Sjæl og legeme er en enhed.
I tiden omkring vor tidsregnings begyndelse sker der i jødedommen en forandring i opfattelsen af sjælen. Nu optræder hyppigere tanken om en sjæl, der kan eksistere uafhængigt af legemet. Hos essæerne optræder tanken om den præeksistente og udødelige sjæl, der opholder sig i det forgængelige legeme som i et fængsel. Ved døden befries sjælen ”og fryder sig, som var den undsluppet af en lang trældom og svæver til himmels.”
Også hos den jødiske filosof Filon af Aleksandria (ca. 10 f.Kr. – ca. 40 e.Kr.) optræder tanken om sjælen som en fange i legemet. Hvis sjælen imidlertid kan undertrykke legemets krav – begæret – kan den frigøre sig fra legemets magt, siger han. Denne frigørelse sker, når sjælen opnår indsigt, visdom og gudsfrygt. Ved frigørelsen kan den ”skue Gud.” Det sker endegyldigt ved legemets død, hvor sjælen ”… flytter sin bolig fra det dødelige legeme og vender tilbage til den moderby, fra hvilken den oprindelig flyttede sin bolig til dette sted.” 
Det sidste citat viser, at også tanken om sjælens præeksistens findes hos Filon. Denne tanke udfoldes yderligere i hans skrift ”Om drømmene”. Det hedder heri: ”Luften … er stærkt befolket ligesom en by og har som borgere uforgængelige og udødelige sjæle, der i antal er som stjernerne. Af disse sjæle stiger nogle ned og bliver bundet til dødelige legemer, nemlig de, der er nærmest jorden, og som elsker legemet.” 

### Kristendommen
I Det Nye Testamente ses den samme tendens som i jødedommen: ”Sjæl” (på græsk: ”psyche” (ψυχή)) kan betyde ”liv” eller ”liv i legemet”. Også her er den oprindelige betydning sikkert ”åndedræt”, idet ”psyche” rimeligvis er afledt af udsagnsordet “psycho” (ψύχω), der betyder ”at blæse". 
På den anden side kan ”sjæl” betegne sædet for følelser, tanker og vilje i mennesket. Sjælen beskrives nogle steder som noget, der kan eksistere uafhængigt af legemet, og som ikke kan dræbes: ”Frygt ikke dem, der slår legemet ihjel, men ikke kan slå sjælen ihjel …” (Mattæusevangeliet, 10,28).
Også i Det nye Testamente er der eksempler på, at sjælen betragtes som ”højere”, mens legemet med dets begær betragtes som ”lavere”: ”I kære, jeg formaner jer til … at holde jer fra kødets lyster, som fører krig mod sjælen.” (Peters Første Brev, 2,11). Disse forestillinger om sjælen kan forklares ud fra påvirkning fra græsk (platonisk) filosofi.
Inden for kristendommen er der således en spænding mellem disse to opfattelser af ”sjælen”. De to opfattelser får betydning for læren om de sidste tider (eskatologien), således at der kommer to forskellige opfattelser af livet efter døden. Hvis man forstår sjæl som liv i legemet, tror man, at sjælen dør sammen med legemet, og at de døde ikke har noget liv, mens de venter på opstandelsen (”de dødes opstandelse”) og dommedagen. Ved opstandelsen vil livet imidlertid vende tilbage til det døde legeme (”kødets opstandelse”). De opstandne vil derefter leve et evigt legemligt liv. Tanken om, at sjæl og legeme er en enhed, fastholdes dermed konsekvent.
Hvis man derimod forstår sjæl som en størrelse, der kan eksistere uafhængigt af legemet, tror man ikke, at sjælen dør sammen med legemet. Så tror man, at sjælen lever videre umiddelbart efter legemets død, og at sjælen får en individuel dom i denne forbindelse. Ved denne personlige dom bliver den egentlige afgørelse truffet: frelse eller fortabelse. Ganske vist kommer der en generel dom på den yderste dag (dommedag), men denne er egentlig kun en samlet bekendtgørelse af den dom, der allerede ved døden er truffet for de enkelte sjæle.
Den sidstnævnte forståelse af sjælen er en del af Den romersk-katolske kirkes lære. Ved den personlige, individuelle dom kan de sjæle, der frelses, eventuelt skulle gå ind i skærsilden, som er et sted, hvor sjælene befinder sig mellem døden og saligheden, og hvor de gennemgår en renselse, der er nødvendig før de kan komme i himlen. Skærsilden er således et "forstadium" til himlen.
Det danske ord ”skærsild” betyder ”renselsesild” og er egentlig en oversættelse af det latinske ”ignis purgatorius”. Ild antages i denne forbindelse at have en rensende virkning.
Det er almindeligt, at man i den romersk-katolske kirkes messer beder for de afdødes sjæle, der befinder sig i skærsilden. Man mener, at man ved bøn kan hjælpe sjælene og forkorte deres tid i skærsilden.
Man mener også, at det enkelte menneske her i livet kan få aflad for straf for synder, således at det – til den tid – kan få en tåleligere tid i skærsilden. Betingelsen for at få aflad er, at man angrer sine synder og gør bod, og desuden at man udfører bestemte handlinger, der er foreskrevet af kirken, for eksempel bøn, faste og almisse. På den måde kan man få aflad både for sig selv og for afdøde.

### Islam
I Koranen bruges det arabiske ord ”nafs” (نفس) om sjælen. Ordet er beslægtet med det hebraiske ”nefesj” (נפש). Det bruges om forskellige psykiske funktioner, især uønskede begær, som skal tøjles.
Desuden bruger Koranen ordet ”ruh” (روح), beslægtet med det hebraiske ”ruach” (רוח). Det betyder oprindeligt ”vind” eller ”åndedræt”, men kommer med tiden til at betyde det vindpust eller den ånde, som Gud ved skabelsen indblæste i mennesket for at give dets legeme liv. Senere i islams historie bliver ”ruh” brugt som betegnelse for menneskets ånd eller sjæl.
Med hensyn til sjælens liv efter døden giver Koranen kun sparsomme og indirekte angivelser af, hvad der sker i tidsrummet mellem individets død og opstandelsen på den yderste dag (dommedag). Nogle hadither og nogle lærde (blandt andre al Ghazzali) siger, at en dødsengel ved døden bærer sjælen bort (sura 47,28 og sura 8,51), hvorefter denne lever videre indtil den yderste dag. I dette tidsrum bliver sjælen opsøgt af englene Munkar og Nakīr, som stiller den nogle spørgsmål: ”Hvem er din Herre?” ”Hvad er din religion?” ”Hvem er den mand, der blev sendt til jer (af Gud)?” Den troende sjæl vil svare: ”Min Herre er Allah.” ”Min religion er islam.” “Den udsendte er Muhammed - må Guds fred og velsignelser være med ham.” De vantro sjæle kan derimod ikke svare på spørgsmålene og bliver derfor straffet allerede før den yderste dag. De troende vil derimod få en løn, også før den yderste dag.
Islam lærer, at der på den yderste dag vil foregå en opstandelse af de døde, det vil sige at disse vil blive vakt til live og stige op af deres grave for at modtage deres dom (sura 50, 43-45 og sura 30,56-58). De bliver enten dømt til paradis eller til helvede. Nogle islamiske lærde mener, at kun paradiset er evigt, og at helvede en dag vil forgå. De fleste mener dog, at helvede har en tidsmæssigt ubegrænset eksistens.
Andre lærde igen mener, at helvede skal fortolkes åndeligt og personaliseret, og de vender sig mod konkrete udmalinger af straffe i det hinsidige. Denne opfattelse svarer til den opfattelse, at det kun er sjælen (ånden), der opstår på den yderste dag.
Der er bred enighed blandt islamiske lærde om, at der er tale om en "legemlig" opstandelse. Der er derimod ikke enighed om, hvordan denne legemlighed skal forstås. Nogle mener, at der sker en genoprettelse af det tidligere legeme. Derefter kommer de døde til live og kommer ud af gravene. Andre mener, at mennesket råder over endnu et legeme, et usynligt legeme, som overlever døden, og som er bærer af sjælen. Atter andre mener, at sjælen efter døden udvikler et astralt legeme, der er tilpasset den hinsidige, åndelige verden (Alem al-Mithal). Ifølge de to sidste opfattelser er der ikke tale om en legemlighed i almindelig forstand. Der er snarere tale om, at det kun er sjælen eller et "sjæleligt legeme", der opstår. Det fysiske legeme forbliver i graven.

### Hinduismen
I hinduismen bruges sanskrit-ordet ”atman'” (आत्मन्) om sjælen eller det indre selv. Læren om atman bliver udfoldet i de centrale hinduistiske skriftsamlinger vedaerne og upanishaderne. Atman er i første række et menneskes individuelle sjæl. Den individuelle sjæl har imidlertid et dybere lag, en kerne, der er beslægtet med ”Brahman”, som er den guddommelige altgennemstrømmende kraft, den øverste universelle ånd. Brahman bliver også kaldt den guddommelige skaber af alting i verden eller ”den guddommelige grund”. Undertiden omtales Brahman som “det absolutte” eller ”Guddommen”.
Brahman er atmans inderste, oprindelige identitet. Denne identitet kan ikke ses eller høres, men dens natur kan erfares gennem ”selverkendelse”, dvs. gennem en intuitiv erkendelse af bevidsthedens sande natur (”atma jnana” (आत्मज्नान)). Brahman er den inderste essens af atman, og Brahman er tillige den inderste essens af universet. Det store ord i upanishaderne er “Tat tvam asi”, hvilket betyder “Dette er du”. Det vil sige: Du – din inderste sjæl - er identisk med Brahman.
Det gælder om at erkende denne sande kerne i sjælen. Det gælder om at søge efter det i sjælen, der er uforanderligt midt i strømmen af evige forandringer. Vejen til befrielse (”moksha”), som er det endelige mål for en hindu, går gennem at indse, at ens sande selv (atman) er identisk med det transcendente selv (Brahman).

### Buddhismen
Buddhismens lære om sjælen er ikke entydig. På den ene side har buddhismen læren om ”anatta” (et pali-ord for ”ikke-selv”). Det er læren om, at der ikke eksisterer et uforanderligt, permanent selv (sjæl). Ligesom den ydre verden er også den indre verden præget af foranderlighed og ubestandighed. Menneskets indre verden består af en række foranderlige faktorer. Buddha peger på sådanne fænomener som sanseindtryk, forestillinger, følelser og tanker. Eksempelvis er menneskets tanker kendetegnet ved, at de kommer og går. De tanker, man har som barn, er ikke de tanker, man har som voksen. Mennesket har altså ikke en permanent identitet.
Det, der varer ved efter døden og i genfødslernes (reinkarnationernes) kredsløb, er ikke andet end et bundt af foranderlige mentale faktorer - skandhaerne - bag hvilke der ikke er en uforanderlig personkerne. Dette bundt opløser sig før eller senere i sine bestanddele, da det er under en blivende forandring: Dele udskilles, og andre dele kommer til. I denne forstand findes der ikke en sjæl, da der ikke findes et konstant indhold i selvet.
På den anden side har buddhismen svært ved at fastholde, at der ikke findes en konstant sjæl. Ganske vist sker der forandringer med et menneske gennem livet, men det synes alligevel at være den samme person, der engang var ti år, og som nu er fyrre år. Personen synes at have en en vis identitet og kontinuitet.
Det er også svært at fastholde læren om ”ikke-selvet”, når buddhismen samtidig lærer, at den findes reinkarnation - at man fødes til et nyt liv – og at man i dette nye liv høster frugten af de gerninger, man har gjort i dette liv (læren om karma). Det må vel betyde, at det er den samme sjæl, der lever i de to liv?
Den buddhistiske filosof Nagasena, der levede i 100-tallet, prøvede at forene de to standpunkter. Nagasena sammenligner sjælen gennem et liv med en flamme, der lyser gennem natten. Flammen i den første nattevagt er ikke den samme som flammen i den mellemste nattevagt. Og flammen i den mellemste nattevagt er ikke den samme som flammen i den sidste nattevagt. Men der er alligevel en forbindelse mellem flammerne. Alle nattens flammer føjer sig sammen i en uafbrudt rækkefølge. Derfor er den sidste flamme hverken den samme som den første flamme, men den er heller ikke en anden. På samme måde er den tiåriges sjæl ikke den samme som den fyrreåriges sjæl, men den er heller ikke en anden. Der er en forbindelse og en kontinuitet mellem de to sjæle.
Ligesom der er en forbindelse mellem den sjælen i den tiårige og sjælen i den fyrreårige, således er der også en forbindelse mellem sjælen i dette liv og sjælen i det næste liv, siger Nagasena. Der er ganske vist ikke tale om den samme sjæl, men der er en forbindelse mellem de to sjæle. Den første sjæl skaber en karma, god eller ond, og som følge af den karma fødes der en ny sjæl, som høster frugten af den førstes karma. En anden buddhistisk filosof udtrykker paradokset på denne måde: ”Den, som spiser handlingens frugt i en bestemt tilværelse, er ikke den, som udøvede handlingen i en tidligere tilværelse, men det er heller ikke nogen anden.” 

### Teosofien
I Helena Blavatskys teosofi er sjælen stedet for den psykiske aktivitet: følelser, tanker, erindringer, begær, vilje, osv. Sjælen er også stedet for det paranormale: ESP (oversanselig opfattelse), ud-af kroppen-oplevelser, osv.
Men sjælen er ikke det højeste; den er en mellemdimension i mennesket. Højere end sjælen er ånden, som ifølge teosofien er det virkelige selv. Ånden er kilden til alt, hvad vi kalder ”godt”: lykke, visdom, kærlighed, medfølelse, harmoni, fred, osv. Ånden er evig og uforgængelig.
Sjælen virker som et led mellem det fysiske legeme og ånden, og derfor har den egenskaber fra dem begge. Sjælen kan både være tiltrukket af det legemlige og af det åndelige. Således bliver den en ”slagmark” mellem godt og ondt. Først når sjælen bliver tiltrukket af det åndelige og forenes med ånden, bliver den evig og guddommelig.

## I daglig tale
”Selvet” er nok det ord, der i betydning kommer tættest på ”sjæl”. Ord som ”personlighed”, ”ego”, ”sind” og ”bevidsthed” bruges også i daglig tale om det sjælelige.